# Synagoga w Rozprzy
Synagoga w Rozprzy – zbudowana w 1898 roku. Podczas II wojny światowej hitlerowcy zdewastowali synagogę. Obecnie w budynku synagogi znajdują się sklepy i biura.
Murowany budynek synagogi zbudowano na planie prostokąta. Do dzisiaj zachowały się charakterystyczne elementy wystroju zewnętrznego w postaci lizen i uproszczonych gzymsów.